# Selvrisiko
En selvrisiko er den del af en forsikringserstatning, som forsikringstageren selv skal betale.
Hvis man fx på en bilforsikring har en selvrisiko på 4.000 kr., og man får tilkendt erstatning for en skade, der koster 10.000 kr at udbedre, skal man selv betale 4.000 kr, mens forsikringsselskabet afholder resten af udgiften (i dette eksempel 6.000 kr.)
Hos de fleste forsikringsselskaber kan man vælge imellem flere forskellige selvrisici. Som hovedregel gælder, at jo større en selvrisiko man vælger, des lavere bliver forsikringspræmien.